# Jean Perron (écrivain)
Pour les articles homonymes, voir Jean Perron et Perron.
 (avril 2015).
Si vous disposez d'ouvrages ou d'articles de référence ou si vous connaissez des sites web de qualité traitant du thème abordé ici, merci de compléter l'article en donnant les références utiles à sa vérifiabilité et en les liant à la section « Notes et références ».
Jean Perron, né le 23 juin 1960, est un écrivain, musicien, réalisateur et artiste visuel québécois.

## Biographie
Jean Perron a passé son enfance à Repentigny, en banlieue de Montréal, jusqu'en 1971, et son adolescence à Ottawa jusqu'en 1977. Par la suite il a toujours habité à Gatineau (Québec), dans les secteurs Hull et Aylmer.
Depuis 1986, il a publié vingt-six livres (seize recueils de poésie, neuf romans, dont deux romans jeunesse, et un recueil de nouvelles) en plus de participer à plusieurs publications collectives et de collaborer à des expositions avec des artistes visuels en jumelant des textes poétiques à leurs œuvres. Il a été co-directeur de la collection de poésie « Fugues/Paroles » aux Éditions L’Interligne de 2001 à 2006. Jean Perron a aussi vécu de l'écriture en travaillant comme rédacteur, réviseur et traducteur.
En 2001, le centre d'artistes AXENÉO7 l'invite à participer à un projet interdisciplinaire sur l'apport de la langue dans les pratiques artistiques contemporaines. Il réalise une première œuvre vidéo dans laquelle il fusionne plusieurs formes d’expression artistique pour créer une poésie cinématographique qui s’exprime à la fois par le texte, les arts visuels et la musique qu'il compose et interprète à la guitare. En 2002-2003, avec le centre de production vidéo et de nouveaux médias DAIMON, il réalise une deuxième œuvre vidéo et apprend à faire lui-même tout le montage numérique. De 2004 à 2006, il participe régulièrement aux soirées de présentation de courts métrages de Kino Hull. Depuis, il continue de créer des œuvres indépendantes et les diffuse sur YouTube et Vimeo.
En 2008, grâce aux nouvelles technologies numériques d'enregistrement multipiste, il se transforme en homme-orchestre et amorce son projet de musique instrumentale « Orchestre fugitif ». Jean Perron a fait paraître, en auto-édition, plusieurs albums de ses compositions sur lesquelles il joue principalement des guitares acoustiques et électriques, mais aussi de la basse, des claviers, du djembé, du tambourin, des percussions électroniques, du glockenspiel, du mélodica et de l'harmonica. On peut écouter sa musique, qui comprend des versions récitées et chantées de ses poèmes, sur son site Bandcamp.
En 2017, il publie Enchantements, un recueil unique en son genre qui est aussi un album de musique instrumentale. Le lecteur est invité à lire de la poésie à l’écran en écoutant l’auteur non pas ajouter sa voix au texte, mais l’accompagner d’une musique qu’il a entièrement composée, interprétée, enregistrée et mixée lui-même. On peut aussi lire les textes à l’écran sans écouter la musique, écouter la musique sans lire les textes, lire d’abord les textes et écouter ensuite la musique, ou l’inverse.  
Les plus récentes publications de Jean Perron sont le recueil Reprendre pied sur l'horizon (2024) et l'album Leurs mots et ma musique (2024).

## Discographie
- Orchestre fugitif (acoustique), musique instrumentale, auto-édition, 2009.
- Orchestre fugitif (électrique 1), musique instrumentale, auto-édition, 2010.
- Orchestre fugitif (électrique 2), musique instrumentale, auto-édition, 2010.
- Orchestre fugitif (Un chant de guitares), musique instrumentale, auto-édition, 2011.
- Orchestre fugitif (Un soir quelque part), musique instrumentale, auto-édition, 2012.
- Dans les pas du soir, poèmes, musiques et chansons, auto-édition, 2013.
- Une traversée du temps, pièces instrumentales, poèmes et chansons, auto-édition, 2015.
- Éclaircies, poèmes, musiques et chansons, auto-édition, 2017.
- Orchestre fugitif (Enchantements), musique instrumentale, auto-édition, 2017.
- Les beaux jours, pièces instrumentales, poèmes et chansons, auto-édition, 2018.
- Sur le chemin étoilé, chansons et poèmes, auto-édition, 2018.
- Être au monde, poésie et guitares, auto-édition, 2019 et 2024 (version remixée et augmentée).
- Braises, poèmes et chansons, auto-édition, 2019.
- Dans le concert infini de la vie, poèmes et musiques, auto-édition, 2020.
- Et je déambulais une fois de plus, poèmes et musiques, auto-édition, 2020.
- Tendre l'oreille, poèmes et musiques, auto-édition, 2021.
- Soleils rajeunis, poèmes, chansons et pièces instrumentales, auto-édition, 2022.
- Tout cesse un instant de disparaître, poèmes et chansons, EP, auto-édition, 2022.
- Devant moi et autres chansons, auto-édition, 2023.
- Remontants, musique instrumentale, EP 4 titres, auto-édition, 2024.
- Leurs mots et ma musique, poèmes et chansons, 2024.